# 帆足哲朗
帆足 哲朗（ほあし てつろう、1964年 - ）は、日本のAV男優。

## 人物
- 1989年、男性誌に掲載されていた男優モデル募集に応募して、AV男優としてデビュー[1]。
- 極度のドケチで、トランクルームに住んでいる。トランクルームのため風呂が無いので、AVの撮影現場でシャワーを済ませ、食事はロケ弁で済ませ、翌日の朝食用に余ったロケ弁を持ち帰っている[1]。
- デビューしてしばらくは頭髪があったが、現在はスキンヘッドになっている[1]。
- 同じAV男優の志戸哲也と仲がいい[1]。